# NGC 725
NGC 725 је спирална галаксија у сазвежђу Кит која се налази на NGC листи објеката дубоког неба. Удаљена је приближно 463 милиона светлосних година од Земље. Открио ју је амерички астроном Франсис Ливенворт 9. новембра 1885.
Деклинација објекта је - 16° 31' 3" а ректасцензија 1h 52m 35,3s. Привидна величина (магнитуда) објекта NGC 725 износи 14,3 а фотографска магнитуда 15,0. NGC 725 је још познат и под ознакама MCG -3-5-25, PGC 6950.